# 기아 크레도스
기아 크레도스(Kia Credos)는 기아의 전륜구동 중형 승용차로, 기아 콩코드의 후속 차종이다. 세피아와 스포티지에 이은 기아자동차의 3번째 고유 모델이지만, 세피아 및 스포티지와 달리 마쓰다 크로노스의 전륜구동 플랫폼을 갖고 와서 스킨체인지한 모델이다. 차명인 크레도스는 라틴어로 '믿음'과 '신뢰'를 뜻한다.

## 1세대(G-CAR)

### 크레도스(1995년6월~1998년2월)

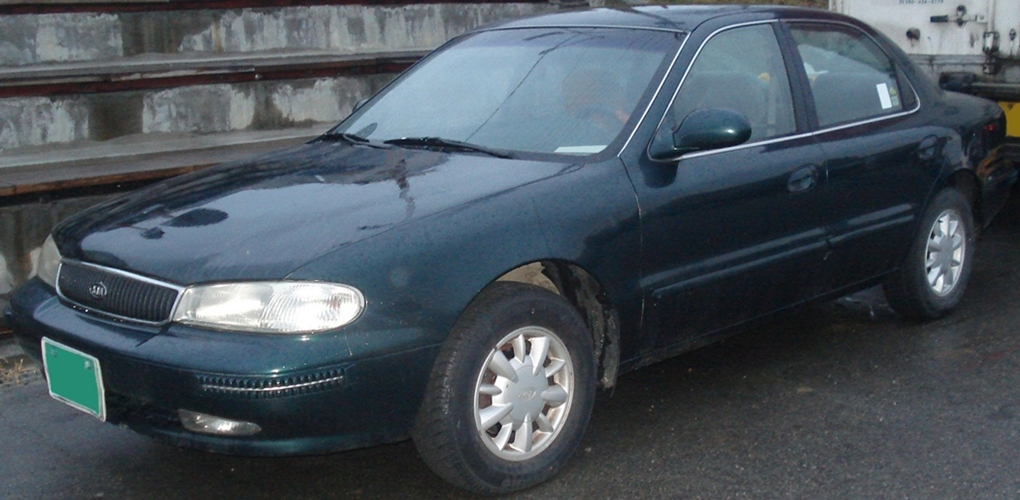
기아 크레도스 정측면

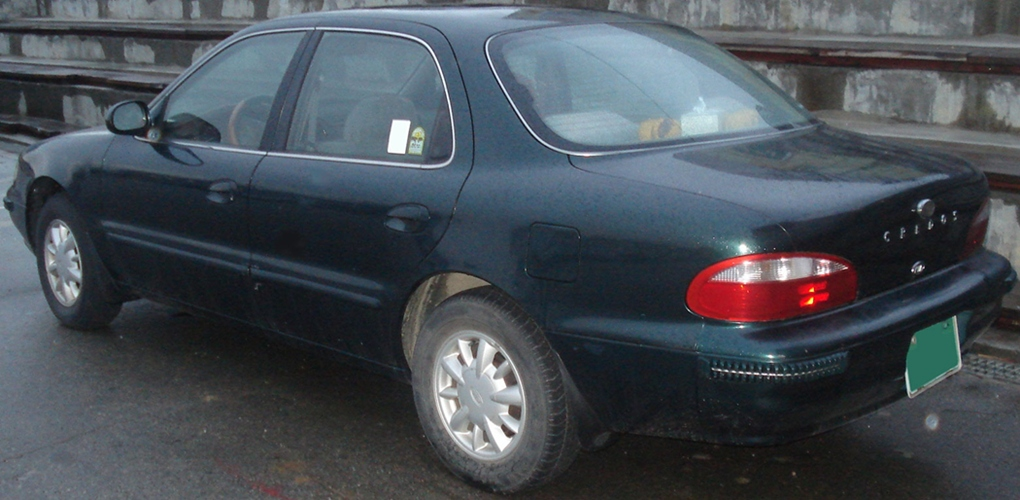
기아 크레도스 후측면

1995년 6월 20일에 출시했다. 마쓰다 크로노스의 전륜구동 플랫폼을 확장하여 만들어졌으며, 당시 민첩하고 뛰어난 핸들링을 자랑하였다. 출시된 해에 우수 디자인 상품 172점 중에 통상산업부 장관상(산업 기기 및 운송 기기 부문)을 수상하였다. 137마력 1.8ℓ DOHC 엔진은 기아자동차에서 자체 개발한 T8D 엔진을 장착했으며, 이 엔진은 장영실상을 수상했다. 2.0ℓ 엔진은 기존 콩코드에 쓰였던 마쓰다의 FE SOHC/DOHC 엔진을 개량하여 장착했다. 최고급 트림인 엑세스는 풀 오토 에어컨, 운전석 전동 시트, 하이 테크 계기판, 트랙션 컨트롤 시스템 등이 기본으로 적용되었다.
- 전장(mm) : 4,710
- 전폭(mm) : 1,780
- 전고(mm) : 1,400
- 축거(mm) : 2,665
- 윤거(전, mm) : 1,505
- 윤거(후, mm) : 1,510
- 승차정원 : 5명

| 구분               | 1.8ℓ DOHC                             | 2.0ℓ SOHC                             | 2.0ℓ DOHC                             |
| ------------------ | ------------------------------------- | ------------------------------------- | ------------------------------------- |
| 엔진 형식          | T8D                                   | FE                                    | FE DOHC                               |
| 연료               | 가솔린                                | 가솔린                                | 가솔린                                |
| 배기량(cc)         | 1,793                                 | 1,998                                 | 1,998                                 |
| 최고출력(ps/rpm)   | 137/5,500 (이후 130/5,500으로 변경)   | 116/5,200                             | 148/6,000 (이후 146/6,000으로 변경)   |
| 최대토크(kg*m/rpm) | 18.0/4,500 (이후 17.0/4,500으로 변경) | 18.2/2,500 (이후 17.4/2,500으로 변경) | 19.4/4,000 (이후 19.0/4,000으로 변경) |
| 연비(km/l)         | 12.8(수동)/ 11.0(자동)                | 12.5(수동)/ 11.2(자동)                | 12.6(수동)/ 10.5(자동)                |

### 크레도스 2(1998년2월~2000년7월)

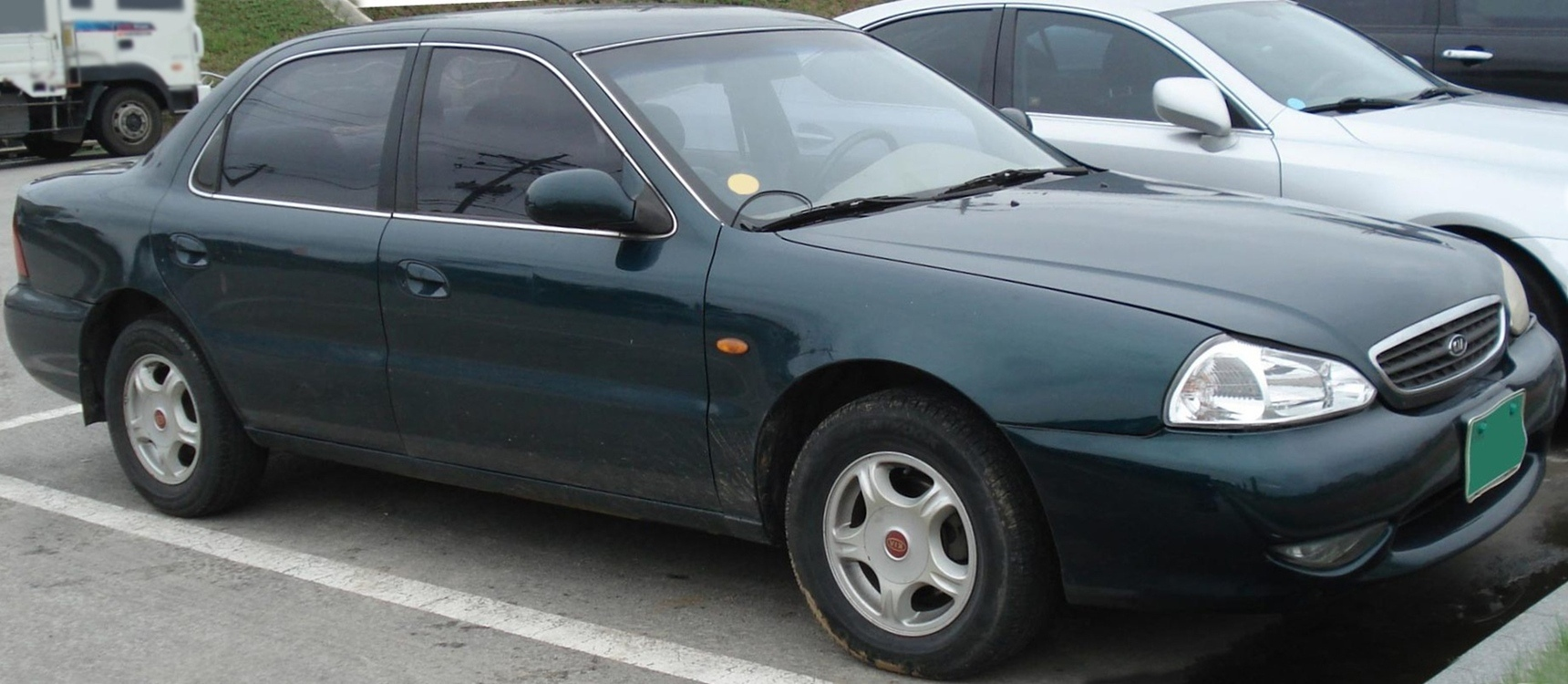
기아 크레도스 Ⅱ 정측면

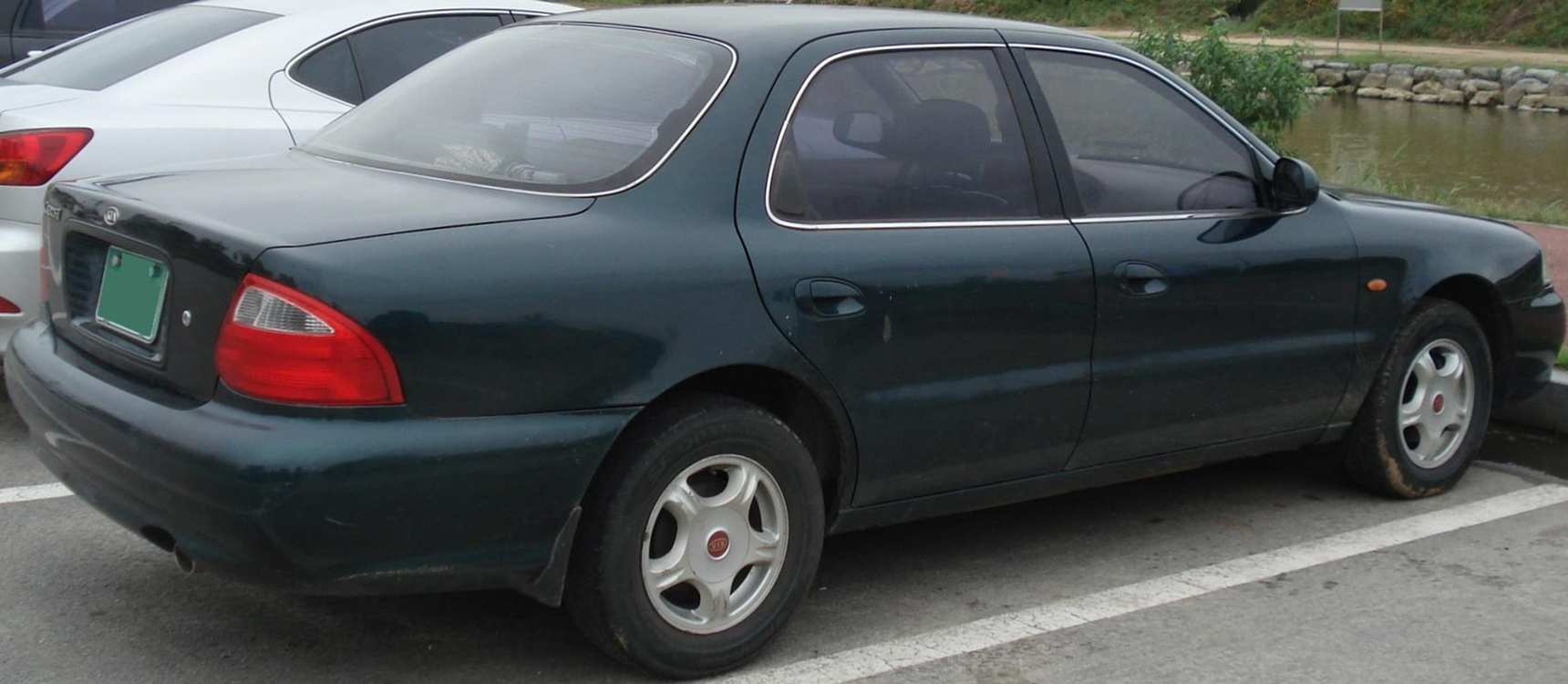
기아 크레도스 Ⅱ 후측면

1998년 2월 2일에는 페이스리프트 차종인 크레도스 2가 출시되었다. 대한민국산 중형차 최초이자 영국 로버와의 합작품인 150마력 V6 2.0ℓ DOHC 엔진이 장착되었다. 오스트레일리아와 뉴질랜드에서는 크레도스라는 차명 그대로 팔렸으나 러시아와 유럽에서는 클라루스라는 차명으로 팔렸다. 2000년 7월에 후속 차종인 옵티마가 시판되어 단종되었다.
- 전장(mm) : 4,745
- 전폭(mm) : 1,780
- 전고(mm) : 1,400
- 축거(mm) : 2,665
- 윤거(전, mm) : 1,505
- 윤거(후, mm) : 1,510
- 승차정원 : 5명

| 구분               | 1.8ℓ DOHC              | 2.0ℓ SOHC              | 2.0ℓ DOHC              | V6 2.0ℓ DOHC |
| ------------------ | ---------------------- | ---------------------- | ---------------------- | ------------ |
| 엔진 형식          | T8D                    | FE                     | FE DOHC                | KZ           |
| 연료               | 가솔린                 | 가솔린                 | 가솔린                 | 가솔린       |
| 배기량(cc)         | 1,793                  | 1,998                  | 1,998                  | 1,996        |
| 최고출력(ps/rpm)   | 130/6,000              | 110/5,200              | 146/6,000              | 150/6,500    |
| 최대토크(kg*m/rpm) | 17.0/4,000             | 17.4/2,500             | 19.0/4,000             | 19.2/4,500   |
| 연비(km/l)         | 12.8(수동)/ 11.0(자동) | 12.5(수동)/ 11.2(자동) | 12.6(수동)/ 10.5(자동) | 9.4(자동)    |

### 크레도스 파크타운(1998년7월~2000년7월)

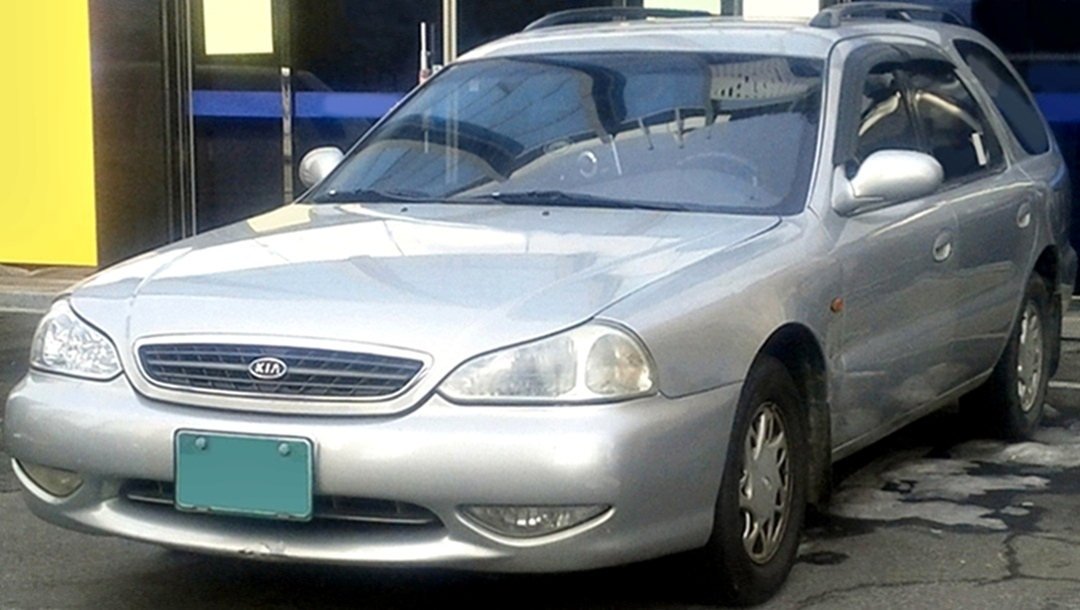
기아 파크타운 정측면

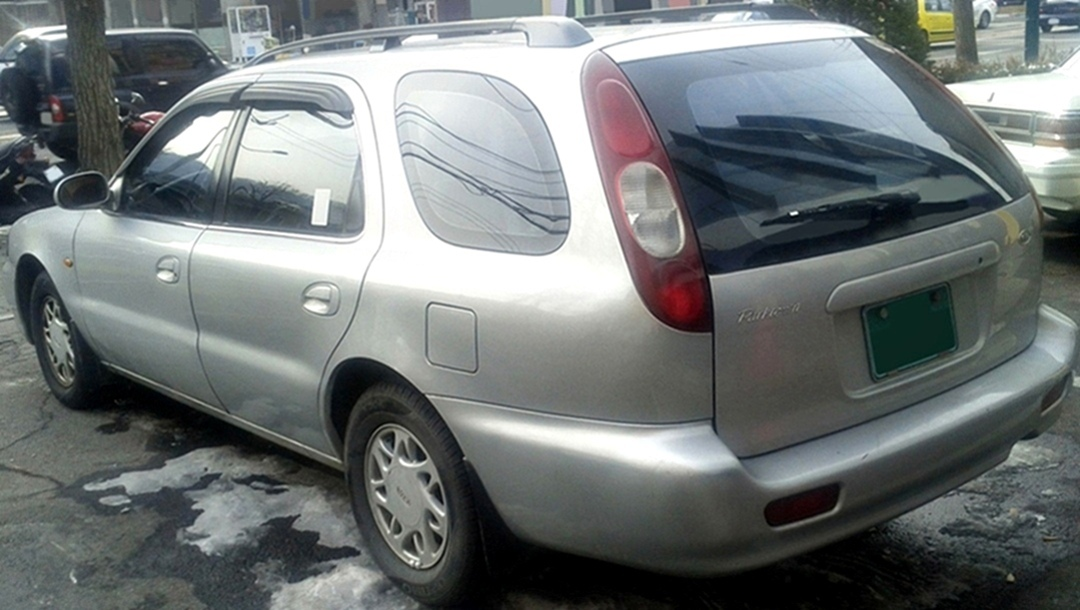
기아 파크타운 후측면

크레도스 Ⅱ를 기반으로 한 스테이션 왜건인 크레도스 파크타운은 1998년 7월 21일에 출시되었다. 파크타운은 고장력 강판 사용 비율을 31%로 높여 안전성을 강화하였으며, 자전거, 스키, 서핑 보드 등을 적재할 수 있는 루프랙을 갖추었다. 당시에는 7인승 이상이면 승합차로 분류되어 자동차세가 저렴하였기에 파크타운은 5인승 외에 세제 혜택을 보기 위하여 3열 시트를 갖춘 7인승도 있었으나, 건설교통부의 승인 없이 3열 시트를 장착하였다는 원인으로 7인승 또한 승용차로 분류되었다. 게다가 이 3열 시트는 역방향석이었다. 또한 스테이션 왜건보다 세단의 선호도가 압도적으로 높은 대한민국 시장의 특성 등으로 인해 판매가 부진했다.
- 전장(mm) : 4,760
- 전폭(mm) : 1,780
- 전고(mm) : 1,480
- 축거(mm) : 2,665
- 윤거(전, mm) : 1,505
- 윤거(후, mm) : 1,510
- 승차정원 : 5명/7명

| 구분               | 1.8ℓ DOHC              | 2.0ℓ DOHC              |
| ------------------ | ---------------------- | ---------------------- |
| 엔진 형식          | T8D                    | FE DOHC                |
| 연료               | 가솔린                 | 가솔린                 |
| 배기량(cc)         | 1,793                  | 1,998                  |
| 최고출력(ps/rpm)   | 130/5,500              | 146/6,000              |
| 최대토크(kg*m/rpm) | 17.0/4,500             | 19.0/4,000             |
| 연비(km/l)         | 12.8(수동)/ 11.0(자동) | 12.6(수동)/ 10.5(자동) |

## 미디어 속 크레도스
- 용의자에서 민세훈(박휘순 분)의 1세대 전기형 차량으로 싼타모 플러스와 추격씬에선 나름 활약을 보인다. 요원들이 차량을 충돌하면서 골목으로 들어가는데 계단에 차가 중심을 잃고 구르다 전복된다. 이후 6분간 대결하다가 주행하던 덤프트럭에 받히는 차가 뒤집혀 파괴된다.
- 위기탈출 넘버원에서 149회(2008년 7월 14일 방영) 침수된 차에서 탈출하는 방법 편에서 재연극이나 실험을 할때 침수된 차량으로 초기형 크레도스가 등장한다.
- 시키면 한다! 약간 위험한 방송에서 작중 실험용 차량으로 등장한다.
- 경찰청 사람들에서 작중 실화 이야기에 재연할때 차량들 중 하나로 등장한다.
- 긴급구조 119(1997년 9월 17일 방영) 벌초를 하다가...중에서 ,(1997년 12월 17일 방영) 화염 속의 외줄타기 중에서 입니다.